# Hydrophis mamillaris
Hydrophis mamillaris är en ormart som beskrevs av Daudin 1803. Hydrophis mamillaris ingår i släktet Hydrophis och familjen giftsnokar och underfamiljen havsormar. Inga underarter finns listade i Catalogue of Life.
Denna orm förekommer i havet nära kusterna från Pakistan till Indien och Sri Lanka. Havets botten är mjuk i regionen. Honor lägger inga ägg utan föder levande ungar. Ormen bett är giftigt.
Troligtvis dödas några exemplar som bifångst under fiske. Hydrophis mamillaris är sällsynt. IUCN kategoriserar arten globalt som otillräckligt studerad.